# Huchi Lora
Luis Eduardo Lora Iglesias más conocido como Huchi Lora (Santiago de los Caballeros, República Dominicana, 7 de mayo de 1947),  Es un periodista Dominicano con más de 50 años de ejercicio profesional, tiene experiencia en diarios, revistas, radio, cine y televisión. Hijo del poeta Manuel Armando Lora y de la educadora Altagracia Mercedes Iglesias de Lora.

## Trayectoria Profesional
Inició profesionalmente sus labores el 5 de noviembre de 1966, en el recién creado vespertino El Nacional, así como en la revista “¡Ahora!”, como articulista, ilustrador y encargado de la sección de farándula. Ha dirigido varios medios y ha fundado algunos de ellos. Fue cofundador y Jefe de Redacción del diario vespertino “La Noticia”, en Santo Domingo, donde popularizó su columna “Tintero” y ejerció de caricaturista, y fue fundador y director de los matutinos “El Día” y “Ya”, en Santiago. En su ciudad natal dirigió también el noticiario radial “Mundo Noticias”. Además fue fundador y director de las revistas de humor político “Tirabuzón”, junto con Narciso González (Narcisazo), y DDT.
Entró a la televisión en 1982 como productor ejecutivo del programa sabatino “Otra Vez con Yaqui” y comentarista del cotidiano “El Show del Mediodía”, ambos espacios en el canal 9 (Color Visión), donde luego fue director del telematutino “Hoy Mismo” durante varios años y comentarista de “Punto Final”. En esa estación televisora fundó el programa sabatino “Esta Misma Semana”, junto con el economista Ramón Núñez Ramírez. También fue productor ejecutivo del programa nocturno “Yaqui y Freddy de Noche”. Su forma de resumir sus comentarios con décimas espinelas ha contribuido a popularizar sus espacios. 
En Telesistema (Canal 11) ingresó el 9 de enero de 1997 y fundó el telematutino “El Día”, que sigue dirigiendo actualmente junto a Amelia Deschamps, y fundó el programa “De Medio a Medio”, que se difunde en ese mismo canal de lunes a viernes al mediodía, y en el canal 39 a medianoche. A “El Día” comparecen las más importantes personalidades de la sociedad dominicana y aún algunas del exterior: Los presidentes de la República, los vicepresidentes, los presidentes del Senado y la Cámara de Diputados, los máximos representantes del Ministerio Público y la Judicatura, los ministros, los jefes militares y policiales, los dirigentes empresariales y sindicales, los líderes de todos los partidos, los candidatos presidenciales, jerarcas religiosos, los embajadores de los países más importantes y de los organismos internacionales, los jueces electorales, presidentes extranjeros, grandes artistas y deportistas, científicos y humanistas. Toda figura de significación en la vida dominicana ha pasado por “El Día”, donde ha sido entrevistada por Huchi Lora y los miembros de su equipo. 
Fue además productor del documental “Antes de que se Vayan”, junto con Juan Delancer, sobre merengue típico, basado en el libro “Antes de que te Vayas”, de Rafael Chaljub Mejía. Así como productor, director y guionista del documental “Tatico Siempre”, acerca del desaparecido acordeonista Tatico Henríquez, uno de los ídolos del merengue rural en la República Dominicana. Este audiovisual fue realizado para conmemorar el trigésimo aniversario de la muerte a destiempo del destacado músico, víctima de un accidente automovilístico en mayo de 1976.
Huchi Lora también es escritor de la película El teniente amado, la cual narra la historia del teniente Amado García Guerrero, una de las figuras clave en la conspiración que culminó con el ajusticiamiento del dictador Rafael Leónidas Trujillo Molina, el 30 de mayo de 1961. Es autor y compositor de muchos merengues, incluyendo varios que ha popularizado el merenguero Johnny Ventura, como “El Olor de la Lluvia”, “¿Pitaste?”, “De la Loma al Mar” y muchos otros. Sus composiciones también han sido interpretadas por Celia Cruz, Víctor Víctor, Armando Manzanero, Andy Montañez, Daniela Romo, Wilfrido Vargas, Sergio Vargas y muchos otros.

## Reconocimientos
- 2016 - Premio Nacional de Periodismo.[2]